# Tococa raggiana
Tococa raggiana là một loài thực vật có hoa trong họ Mua. Loài này được F.A. Michelangeli mô tả khoa học đầu tiên năm 2005.